# Africká deska

- Africká deska spolu se somálskou deskou na východním okraji.

Africká deska je tektonická deska pokrývající kontinent Afriky a část Atlantského oceánu. Je tvořená několika kratóny (konžský, kalaharský, západoafrický, saharský a zimbabwský), které se spojily během vývoje Gondwany přibližně před 550 miliony lety.
Na západní straně je ohraničená Středoatlantským hřbetem, který ji odděluje od severoamerické a jihoamerické desky. Na severu ji od velké eurasijské desky a dvou menších (egejské a anatolské desky) odděluje soustava menších hlubokomořských příkopů ve Středozemním moři. Z východní a jihovýchodní strany je od arabské a somálské desky oddělena Velkou příkopovou propadlinou. Jižní okraj hraničí s antarktickou deskou.
Až na severní okraj jsou hranice africké desky tvořené aktivními okraji tektonických desek, což má za následek vznik rozsáhlých riftových systémů. Důležitá je Afarská deprese ve východní Africe, což je místo střetu tří desek a pravděpodobného výskytu horké skvrny.
Severní konvergentní hranice má za následek vyvrásnění mladých evropských pohoří (Alpy, Karpaty) – alpinské vrásnění. Středozemní moře představuje poslední zbytky druhohorního a třetihorního moře Tethys, pomalý posun euroasijské a anatolské desky jižním a africké desky severním směrem ho postupně uzavírá.